# Матис, Роже
Роже́ Мати́с (фр. Roger Mathis; 4 апреля 1921, Chavannes-près-Renens, Во — 9 июля 2015, Féchy, Во) — швейцарский футболист, играл на позиции защитника. Участник чемпионата мира 1954 года.

## Биография

### Клубная карьера
Всю свою карьеру Матис играл за «Лозанну», в составе которой выиграл два чемпионских титула и 2 Кубка Швейцарии.

### Карьера в сборной
Дебютировал за сборную Швейцарии 23 мая 1954 года в товарищеском матче со сборной Уругвая и сыграл в той встрече 45 минут. Матч завершился со счётом 3:3. Входил в состав сборной Швейцарии на чемпионате мира 1954 года, но на том турнире был запасным и на поле так и не вышел. Всего за сборную Швейцарии сыграл 4 матча и не забил ни одного гола.

### Смерть
Скончался 9 июля 2015 года в возрасте 94 лет.

## Достижения
«Лозанна»
- Чемпион Швейцарии (2): 1943/44, 1950/51
- Обладатель Кубка Швейцарии (2): 1943/44, 1949/50